# Haibun
In haibun (俳文) is een vorm van Japanse dichtkunst waarin proza en poëzie met elkaar vermengd zijn. Een haibun is vaak autobiografisch, en dan vooral naar inhoud een reisdagboek.
De haibun haalt zijn inspiratie uit de haiku; de aandacht gaat naar dagelijkse dingen uit het leven van de auteur en zijn omgeving, daardoor genieten de dagboekvorm en de ik-vorm veel bijval. Het puur beschrijvende proza van reizen, feesten, ontmoetingen vraagt soberheid en vergt een zekere lichtvoetigheid om bepaalde anekdotes en gebeurtenissen te belichten. De haibun hanteert beknopt maar beeldrijk proza waarin enkele haiku zijn verwerkt. Op zich vormen die een aanvulling maar geen herhaling van de tekst, de relatie tussen beiden is vaak subtiel. Kenmerkend zijn de verfijnde landschapsbeschrijvingen, de verrassende overgangen, het associatief denken en de milde ironie. De benadering van het 'verschijnsel mens' met een vraagteken zorgt voor indringende poëtische zegging. 
Als genre is de haibun zelden beoefend, ook al is er een directe link met de haiku. De Japanse dichter Matsuo Basho beschreef zijn reizen in haibun; het bekendste hiervan is het meesterlijke:
- Oku no Hosomichi, 1689 (De smalle weg naar het Hoge Noorden)

Een hedendaagse haibun van de dichter Stig Hansen:

Jaren lang reeds draagt ze hem in haar armen. Of op haar schouders. Al naargelang. Met de jaren is ze brozer en hij zwaarder geworden. Maar aan opgeven denkt ze niet. Hij is het die haar de kracht geeft door te zetten. Pas getrouwd is hij het geweest die haar in zijn armen over de drempel heeft gebracht. Ze zijn goed geweest voor elkaar. Ze hebben kinderen gehad die nu niet meer naar haar omzien. Zijn tastbare herinnering maakt het haar mogelijk er niet aan ten onder te gaan. Uiteindelijk leeft ze voor hem zoals hij altijd voor haar geleefd heeft. En ze is van plan er nog jaren aan toe te voegen. Dat is ze hem verplicht.

Brug
de verroeste brug
over steeds minder water

houdt al jaren stand

## Publicaties
- Wim Lofvers: Wortels : poging tot een haibun, 2003,
- Geert Verbeke: Vegen van regen - 85 haibun, 2005, ISBN 90-805634-8-X
- Geert Verbeke: Schakende Heremieten 2008, ISBN 978-90-812918-0-4
- Geert Verbeke: "HIJ',2009 Empty Sky.
- Geert Verbeke: "Mandarijn" 2010 Empty Sky.
- Jac Vroemen: Reis door de dag : haibun, 2006, ISBN 978-90-809482-3-5
- Loes Nobel: De evenaar voorbij : reisimpressie in haibun vorm, 2006, ISBN 978-90-76542-99-7